# Wolf Schäfer (Ökonom)
Wolf Schäfer (* 14. Juli 1941 in Hamburg; † 22. Februar 2020 in Kiel) war ein deutscher Ökonom; er war von 1981 bis zu seiner Emeritierung Professor für Volkswirtschaftslehre an der Helmut-Schmidt-Universität in Hamburg.

## Leben
Wolf Schäfer studierte von 1963 bis 1968 Volkswirtschaftslehre an der Universität Kiel und der Freien Universität Berlin. Von 1968 bis 1970 war er wissenschaftlicher Mitarbeiter am Institut für Weltwirtschaft an der Universität Kiel, wo er 1970 bei Erich Schneider an der zum Dr. sc. pol. promoviert wurde. Nach Tätigkeiten als wissenschaftlicher Mitarbeiter am Sonderforschungsbereich 17 der DFG (Skandinavien- und Ostseeraumforschung) sowie am Institut für Theoretische Volkswirtschaftslehre folgte 1977 die Habilitation, venia legendi für Volkswirtschaftslehre. Nach einer Lehrstuhlvertretung an der Universität Dortmund (1979 bis 1980) wurde Wolf Schäfer 1981 an die Helmut-Schmidt-Universität Hamburg berufen. 1984 war Wolf Schäfer Visiting Professor an der University of California, Berkeley, USA. Von 2003 bis 2005 war er Vizepräsident der Helmut-Schmidt-Universität Hamburg. Er war Gründungspräsident der inzwischen geschlossenen Privaten Hanseuniversität.
Seine Forschungsschwerpunkte waren die Theorie und Politik der Außenwirtschaft und des Geldes, die Europäische Integration sowie die Makroökonomie. Wolf Schäfer schrieb regelmäßig Beiträge in Online-Medien, etwa für das Blog „Die Freie Welt“.
Schäfer war, mit Renate Ohr, Initiator des eurokritischen Manifests Die währungspolitischen Beschlüsse von Maastricht: Eine Gefahr für Europa (1992) und er war Mitunterzeichner des Hamburger Appells (2005).

## Ausgewählte Mitgliedschaften
- Mitglied des Wissenschaftlichen Beirats des Hamburgischen WeltWirtschaftsInstituts;[4]
- Mitglied des Fachbeirats der Deutschen Zentralbibliothek für Wirtschaftswissenschaften, Institut für Weltwirtschaft an der Universität Kiel;
- Mitglied des Academic Advisory Board des Henley Management College, Henley-on-Thames, UK;
- Mitglied in der Gesellschaft für Wirtschafts- und Sozialwissenschaften (Verein für Socialpolitik);
- Mitglied und ehem. Vorsitzender des Wirtschaftspolitischen Ausschusses des Vereins für Socialpolitik;
- Mitglied im Ausschuss für Außenwirtschaftstheorie und -politik des Vereins für Socialpolitik;
- Mitglied im Arbeitskreis Europäische Integration;
- Mitglied in der Brussels Initiative for European Economic Policy;
- Mitglied des Wissenschaftlichen Direktoriums des Europa-Kollegs Hamburg;
- Mitglied des Wissenschaftlich-Fachlichen Beirats des Lorenz-von-Stein-Instituts für Verwaltungswissenschaften an der Christian-Albrechts-Universität zu Kiel.
- Mitglied des Wissenschaftlichen Beirats des Wirtschaftsdienst.[5]

## Ausgewählte Publikationen
- Wolf Schäfer, The Trade-off Between Enlarging and Deepening, Intereconomics, Review of European Economic Policy, Vol. 42, No. 1 (2007), S. 4–10.
- Schäfer, Wolf (Hg.), Harmonisation and Cantralisation versus Subsidiarity: Which Should Apply Where? in: Intereconomics. Review of European Economic Policy, Vol. 41, No. 5, (2006), S. 246–249.
- Schäfer, Wolf (Hg.), Wirtschaftspolitik im Systemwettbewerb, Schriften des Vereins für Socialpolitik, N. F., Bd. 309, Berlin: Duncker & Humblot (2006).
- Schäfer, Wolf, Exit-Option, Staat und Steuern, in: ORDO, Jahrbuch für die Ordnung von Wirtschaft und Gesellschaft, Bd. 56 (2005), S. 141–155.
- Schäfer, Wolf (Hg.), Institutionelle Grundlagen effizienter Wirtschaftspolitik, Schriften des Vereins für Socialpolitik, N. F., Bd. 304, Berlin: Duncker & Humblot (2005).
- Wolf Schäfer: Wehrpflicht oder Freiwilligenarmee? – Die Wehrpflicht aus ökonomischer Sicht. Gastbeitrag 9. April 2007 in: "Wirtschaftliche Freiheit - Ordnungspolitischer Blog"